# 弗朗西斯·沃克
弗朗西斯·沃克（英語：Francis Walker，1809年7月13日—1874年10月5日），英国昆虫学家。沃克来自一个富裕的家庭，在瑞士长大，他在很小的时候就对收集蝴蝶产生了兴趣。1837年-1863年间，他为大英博物馆（后来为自然史博物馆）收集昆虫，并为他们的收藏品编目（甲虫除外）。他是最多产的昆虫学作家之一，但他晚年引起了争议，因为他的出版物导致了大量的次异名出现。

### 一般参考
- Ohl, Michael. . Boston: MIT Press. 2018.
- Stearn, William T. . London: Heinemann. 1981. ISBN 0-434-73600-7.
- Papavero, Nelson; Ibáñez-Bernal, Sergio. . Acta Zoologica Mexicana. (n.s.). 2001, 84: 65–173  [2022-09-27]. （原始内容存档于2017-10-01）.